# 카처

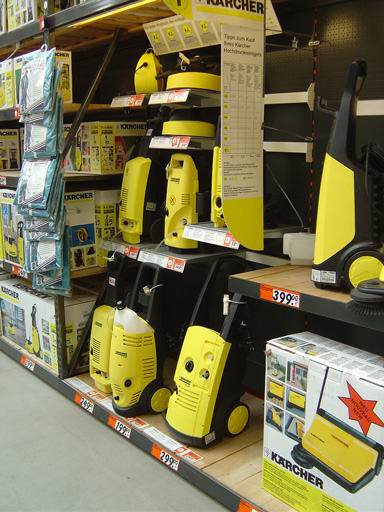
독일 카처의 일부 제품

알프레드 카처 SE & Co. KG(독일어: 알프레트 케르허 에스에 운트 콤파니 카게→알프레드 카처 유럽회사 및 합자회사), 통칭 카처(독일어: Kärcher 케르허[*])는 전 세계적으로 운영되는 독일의 기업이다. 고압 클리너, 천장 보호 장비, 부품 청소 시스템, 물 처리, 군사 오염 제거 장비, 진공청소기 등으로 알려져 있다.
본사는 독일 비넨덴에 있으며 클리닝 장비와 풀 클리닝 시스템을 생산한다. 이 기업은 클리닝 기술에서 세계 시장을 주도하고 있으며 전 세계적으로 직원 수는 10,000명이 넘는다.
바덴뷔르템베르크주 출신의 발명자 알프레드 카처(Alfred Kärcher, 1901-59)가 1925년 슈투트가르트에서 설립했다.